# Argyrothemis argentea
Argyrothemis argentea é uma espécie de artrópode odonato, mais especificamente de libélula, pertencente à família dos libelulídeos (Libellulidae). É endêmica da América do Sul, com ocorrências em Guiana, na Guiana Francesa, no Suriname, na Venezuela, no Peru, no Equador e no Brasil, sobretudo no bioma da Amazônia. Habita florestas densas, pousando em folhas ou gravetos ao longo de pequenos riachos sombreados, e em pântanos de palmeiras.

## Nome
O epíteto específico argentea (do latim argenteus, prateado) faz alusão ao tórax da espécie que apresenta pruína metálica prateada. O nome vernáculo libélula deriva do latim científico libellula, diminutivo do latim clássico libēlla, -ae, com o sentido de "prumo", "nível" ou "moeda de prata", por sua vez derivado do diminutivo de libra, -ae, que significa "balança". O nome faz alusão ao voo do inseto, que se mantém equilibrado no ar, pairando. Foi registrado em 1899 sob a forma libéllula.

## Taxonomia
Argyrothemis argentea foi descrita por Friedrich Ris em 1911 e é a única espécie conhecida do gênero monotípico Argyrothemis. Ris considerou que esse gênero possuía relações com o gênero Uracis, mas admitiu que talvez fosse mais correto considerá-lo aparentado com o gênero Fylgia, pois há paralelos morfológicos (uma fileira de células no campo discoidal da asa anterior). O exame de fêmeas procedentes do Brasil elucidou que Argyrothemis é mais intimamente ligado a Uracis, com base na presença de ovipositor alongado; asa posterior com duas nervuras transversais cúbito-anais; nervura cubital, na asa posterior, amplamente afastada do ângulo anal do triângulo; setores do árculo pedunculados; e asas hialinas ou com extremidade distal castanha.

## Descrição
A fêmea de Argyrothemis argentea possui cabeça pequena (2,5 milímetros), com fronte proeminente e arredondada, sulco frontal raso e sutura ocular ampla. O protórax apresenta lobo posterior grande (3,8 milímetros), ereto e coberto por pelos longos e esbranquiçados; o sulco mediano dorsal é profundo e estreito. O pterotórax é ligeiramente mais largo que o do macho; as pernas são longas e delgadas, com espinhos tibiais finos, numerosos e fortemente divergentes. As asas são mais longas que o abdome, com nove antenodais e sete pós-nodais nas anteriores, e sete de cada nas posteriores; pterostigma ocupa três células e os triângulos são livres, semelhantes aos do macho. Há uma nervura cúbito-anal na asa anterior e duas na posterior. O campo discoidal possui lados paralelos e fileira única de células, que se torna dupla próximo à borda da asa; alça anal ausente ou vestigial. O abdome é fino e cilíndrico, com apêndices superiores alongados que ultrapassam as placas genitais (o macho apresenta de um a quatro dentes, que são distintivos), projeção do nono segmento ligeiramente curvada e ovipositor que se estende além do décimo segmento (o macho possui um pênis com segmento distal reto).
A coloração inclui mancha azul-metálica na base da fronte e do vértex; clípeo, pós-clípeo, labro e lábio amarelo-pálidos; face posterior da cabeça negra. O dorso do pterotórax é castanho com faixas longitudinais claras; pernas com base dos fêmures amarela, tíbias e tarsos escurecidos. As asas são hialinas, com ápice castanho a partir da quinta ou última pós-nodal, e pterostigma negro. Elas são ligeiramente mais longas na fêmea em relação ao macho. O abdome é negro com máculas amarelas: uma dorso-lateral no segundo segmento, laterais do terceiro ao quinto, e uma basal contínua no sétimo (no macho, a mácula ocorre apenas no sexto segmento). Há variações regionais, como redução das manchas azuis da fronte (Mato Grosso), presença de máculas pálidas na face posterior da cabeça (Pará e Mato Grosso), e máculas amarelas adicionais nos segmentos abdominais 3 a 7 (Mato Grosso e Amazonas). As medidas variam de 31 a 32 milímetros de comprimento total para fêmeas e 26 a 30 milímetros para os machos, com asas anteriores de 23–24 milímetros, posteriores de 22–23 milímetros, pterostigma de 2,5–3 milímetros e abdome de 20–22 milímetros (17 a 20 milímetros nos machos).

## Distribuição e habitat
Adultos de Argyrothemis argentea habitam florestas densas, pousando em folhas ou gravetos ao longo de pequenos riachos sombreados, e em pântanos de palmeiras em florestas primárias, no bioma da Amazônia. Como uma espécie neotropical, ocorre na América do Sul, sobretudo no escudo das Guianas. Há registros em Guiana, na Guiana Francesa, no Suriname (região de Kwamalasamutu, em ambientes de rio de corrente moderada), na Venezuela, no Peru, no Equador e no Brasil, nos estados do Acre, Amazonas (onde espécimes machos foram coletados às margens de riachos de floresta úmida), Rondônia, Roraima, Mato Grosso, Pará e Maranhão. Algumas fontes colocam possível ocorrência no Paraná, em Santa Catarina e em Pernambuco. Em termos hidrográficos, ocorre nas sub-bacias do Gurupi, do Madeira, do Negro, do Paru, do Purus, do Tapajós, do Baixo Tocantins, do Trombetas e do Xingu.

## Biologia e ecologia
Adultos de Argyrothemis argentea são observados caçando pequenos insetos voadores nas margens dos cursos d’água, exibindo movimentos de patrulha e repouso sobre vegetação emergente; a pruína prateada pode auxiliar na camuflagem contra predadores em áreas de luz filtrada. Suas larvas se camuflam com detritos.

## Conservação
A União Internacional para a Conservação da Natureza (UICN) classifica Argyrothemis argentea como pouco preocupante (LC), pois a espécie tem ampla distribuição (2 983 000 quilômetros quadrados) e é conhecida de 13 locais, um dos quais está dentro de uma área protegida (Parque Nacional Manu e Reserva de Tambopata, no Peru). Em 2018, foi classificada como pouco preocupante (LC) no Livro Vermelho da Fauna Brasileira Ameaçada de Extinção do Instituto Chico Mendes de Conservação da Biodiversidade (ICMBio). No Inventário Nacional do Patrimônio Natural da França (INPN), consta como espécie indígena presente na Guiana Francesa, sem indicação de ameaça.
No Brasil, ocorre em várias área de conservação: a Floresta Nacional de Caxiuanã (Flona Caxiuanã), a Floresta Nacional do Tapajós (Flona do Tapajós), o Parque Nacional da Amazônia (PARNA Amazônia), o Parque Nacional do Juruena (PARNA Juruena), a Reserva Extrativista do Cazumbá-Iracema (Resex Cazumbá-Iracema), a Área de Proteção Ambiental de Tarumã-Ponta Negra (APA Tarumã/Ponta Negra), a Reserva Particular de Patrimônio Nacional Laço de Amor (RPPN Laço de Amor), a Reserva Particular de Patrimônio Nacional Seringal Assunção (RPPN Seringal Assunção), a Terra Indígena Apiaká do Pontal e Isolados (TI Apiaká do Pontal e Isolados Juen), a Terra Indígena Awá (TI Awá) e a Terra Indígena Munduruku-Taquara (TI Munduruku-Taquara).